# Machaerium mutisii
Machaerium mutisii är en ärtväxtart som beskrevs av Velva Elaine Rudd. Machaerium mutisii ingår i släktet Machaerium och familjen ärtväxter. Inga underarter finns listade i Catalogue of Life.